# Subdivisões de Guizhou
A província de Guizhou está dividida administrativamente da seguinte forma:

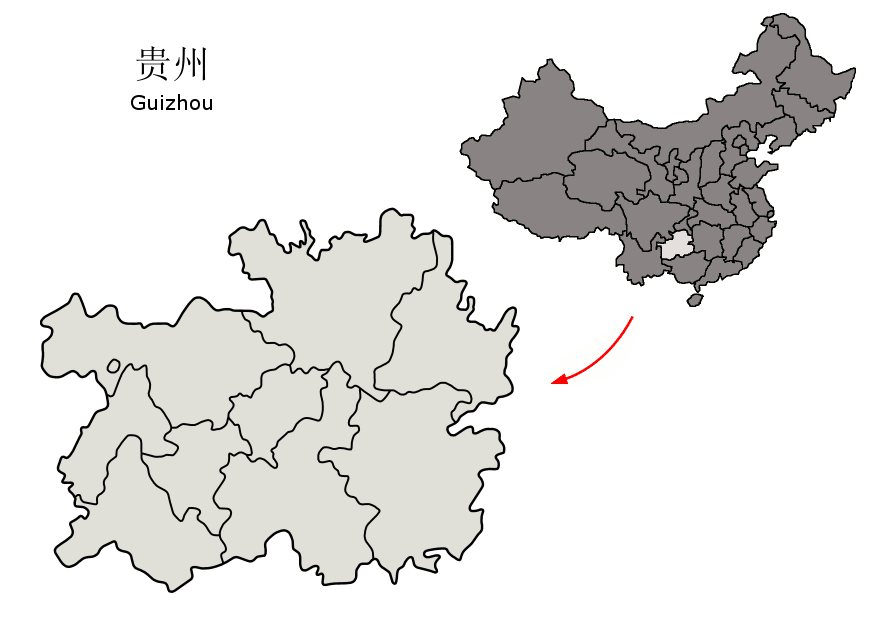
Subdivisões da província de Guizhou.

| Nível prefeitural                                                                                       | Nível distrital                            | Nível distrital         | Nível distrital                     |
| Nível prefeitural                                                                                       | Nome                                       | Chinês simplificado     | Pinyin                              |
| --- | ------------------------------------------ | ----------------------- | ----------------------------------- |
| Cidade Administrativa de Guiyang 贵阳市 Guìyáng Shì                                                     | Districto de Wudang                        | 乌当区                  | Wūdāng Qū                           |
| Cidade Administrativa de Guiyang 贵阳市 Guìyáng Shì                                                     | Districto de Nanming                       | 南明区                  | Nánmíng Qū                          |
| Cidade Administrativa de Guiyang 贵阳市 Guìyáng Shì                                                     | Districto de Yunyan                        | 云岩区                  | Yúnyán Qū                           |
| Cidade Administrativa de Guiyang 贵阳市 Guìyáng Shì                                                     | Districto de Huaxi                         | 花溪区                  | Huāxī Qū                            |
| Cidade Administrativa de Guiyang 贵阳市 Guìyáng Shì                                                     | Districto de Baiyun                        | 白云区                  | Báiyún Qū                           |
| Cidade Administrativa de Guiyang 贵阳市 Guìyáng Shì                                                     | Districto de Xiaohe                        | 小河区                  | Xiǎohé Qū                           |
| Cidade Administrativa de Guiyang 贵阳市 Guìyáng Shì                                                     | Cidade Administrativa de Qingzhen          | 清镇市                  | Qīngzhèn Shì                        |
| Cidade Administrativa de Guiyang 贵阳市 Guìyáng Shì                                                     | Comarca de Kaiyang                         | 开阳县                  | Kāiyáng Xiàn                        |
| Cidade Administrativa de Guiyang 贵阳市 Guìyáng Shì                                                     | Comarca de Xiuwen                          | 修文县                  | Xiūwén Xiàn                         |
| Cidade Administrativa de Guiyang 贵阳市 Guìyáng Shì                                                     | Comarca de Xifeng                          | 息烽县                  | Xīfēng Xiàn                         |
| Cidade Administrativa de Liupanshui 六盘水市 Liùpánshuǐ Shì                                             | Districto de Zhongshan                     | 钟山区                  | Zhōngshān Qū                        |
| Cidade Administrativa de Liupanshui 六盘水市 Liùpánshuǐ Shì                                             | Comarca de Pan                             | 盘县                    | Pán Xiàn                            |
| Cidade Administrativa de Liupanshui 六盘水市 Liùpánshuǐ Shì                                             | Comarca de Shuicheng                       | 水城县                  | Shuǐchéng Xiàn                      |
| Cidade Administrativa de Liupanshui 六盘水市 Liùpánshuǐ Shì                                             | Districto spécial de Liuzhi                | 六枝特区                | Liùzhī Tèqū                         |
| Cidade Administrativa de Zunyi 遵义市 Zūnyì Shì                                                         | Districto de Honghuagang                   | 红花岗区                | Hónghuāgǎng Qū                      |
| Cidade Administrativa de Zunyi 遵义市 Zūnyì Shì                                                         | Districto de Huichuan                      | 汇川区                  | Huìchuān Qū                         |
| Cidade Administrativa de Zunyi 遵义市 Zūnyì Shì                                                         | Cidade Administrativa de Chishui           | 赤水市                  | Chìshuǐ Shì                         |
| Cidade Administrativa de Zunyi 遵义市 Zūnyì Shì                                                         | Cidade Administrativa de Renhuai           | 仁怀市                  | Rénhuái Shì                         |
| Cidade Administrativa de Zunyi 遵义市 Zūnyì Shì                                                         | Comarca de Zunyi                           | 遵义县                  | Zūnyì Xiàn                          |
| Cidade Administrativa de Zunyi 遵义市 Zūnyì Shì                                                         | Comarca de Tongzi                          | 桐梓县                  | Tóngzǐ Xiàn                         |
| Cidade Administrativa de Zunyi 遵义市 Zūnyì Shì                                                         | Comarca de Suiyang                         | 绥阳县                  | Suíyáng Xiàn                        |
| Cidade Administrativa de Zunyi 遵义市 Zūnyì Shì                                                         | Comarca de Zheng'an                        | 正安县                  | Zhèng'ān Xiàn                       |
| Cidade Administrativa de Zunyi 遵义市 Zūnyì Shì                                                         | Comarca de Fenggang                        | 凤冈县                  | Fènggāng Xiàn                       |
| Cidade Administrativa de Zunyi 遵义市 Zūnyì Shì                                                         | Comarca de Meitan                          | 湄潭县                  | Méitán Xiàn                         |
| Cidade Administrativa de Zunyi 遵义市 Zūnyì Shì                                                         | Comarca de Yuqing                          | 余庆县                  | Yúqìng Xiàn                         |
| Cidade Administrativa de Zunyi 遵义市 Zūnyì Shì                                                         | Comarca de Xishui                          | 习水县                  | Xíshuǐ Xiàn                         |
| Cidade Administrativa de Zunyi 遵义市 Zūnyì Shì                                                         | Comarca autónoma Gelao e Miao de Daozhen   | 道真仡佬族 苗族自治县   | Dàozhēn gēlǎozú miáozú Zìzhìxiàn    |
| Cidade Administrativa de Zunyi 遵义市 Zūnyì Shì                                                         | Comarca autónoma Gelao e Miao de Wuchuan   | 务川仡佬族 苗族自治县   | Wùchuān gēlǎozú miáozú Zìzhìxiàn    |
| Cidade Administrativa de Anshun 安顺市 Ānshùn Shì                                                       | Districto de Xixiu                         | 西秀区                  | Xīxiù Qū                            |
| Cidade Administrativa de Anshun 安顺市 Ānshùn Shì                                                       | Comarca de Pingba                          | 平坝县                  | Píngbà Xiàn                         |
| Cidade Administrativa de Anshun 安顺市 Ānshùn Shì                                                       | Comarca de Puding                          | 普定县                  | Pǔdìng Xiàn                         |
| Cidade Administrativa de Anshun 安顺市 Ānshùn Shì                                                       | Comarca autónoma Buyei e Miao de Guanling  | 关岭布依族 苗族自治县   | Guānlǐng bùyīzú miáozú Zìzhìxiàn    |
| Cidade Administrativa de Anshun 安顺市 Ānshùn Shì                                                       | Comarca autónoma Buyei e Miao de Zhenning  | 镇宁布依族 苗族自治县   | Zhènníng bùyīzú miáozú Zìzhìxiàn    |
| Cidade Administrativa de Anshun 安顺市 Ānshùn Shì                                                       | Comarca autónoma Buyei e Miao de Ziyun     | 紫云苗族 布依族自治县   | Zǐyún miáozú bùyīzú Zìzhìxiàn       |
| Prefeitura de Bijie 毕节地区 Bìjié Dìqū                                                                 | Cidade Administrativa de Bijie             | 毕节市                  | Bìjié Shì                           |
| Prefeitura de Bijie 毕节地区 Bìjié Dìqū                                                                 | Comarca de Dafang                          | 大方县                  | Dàfāng Xiàn                         |
| Prefeitura de Bijie 毕节地区 Bìjié Dìqū                                                                 | Comarca de Qianxi                          | 黔西县                  | Qiánxī Xiàn                         |
| Prefeitura de Bijie 毕节地区 Bìjié Dìqū                                                                 | Comarca de Jinsha                          | 金沙县                  | Jīnshā Xiàn                         |
| Prefeitura de Bijie 毕节地区 Bìjié Dìqū                                                                 | Comarca de Zhijin                          | 织金县                  | Zhījīn Xiàn                         |
| Prefeitura de Bijie 毕节地区 Bìjié Dìqū                                                                 | Comarca de Nayong                          | 纳雍县                  | Nàyōng Xiàn                         |
| Prefeitura de Bijie 毕节地区 Bìjié Dìqū                                                                 | Comarca de Hezhang                         | 赫章县                  | Hèzhāng Xiàn                        |
| Prefeitura de Bijie 毕节地区 Bìjié Dìqū                                                                 | Comarca autónoma Yi, Hui e Miao de Weining | 威宁彝族回族 苗族自治县 | Wēiníng yízú huízú miáozú Zìzhìxiàn |
| Prefeitura de Tongren 铜仁地区 Tóngrén Dìqū                                                             | Cidade Administrativa de Tongren           | 铜仁市                  | Tóngrén Shì                         |
| Prefeitura de Tongren 铜仁地区 Tóngrén Dìqū                                                             | Comarca de Jiangkou                        | 江口县                  | Jiāngkǒu Xiàn                       |
| Prefeitura de Tongren 铜仁地区 Tóngrén Dìqū                                                             | Comarca de Shiqian                         | 石阡县                  | Shíqiān Xiàn                        |
| Prefeitura de Tongren 铜仁地区 Tóngrén Dìqū                                                             | Comarca de Sinan                           | 思南县                  | Sīnán Xiàn                          |
| Prefeitura de Tongren 铜仁地区 Tóngrén Dìqū                                                             | Comarca de Dejiang                         | 德江县                  | Déjiāng Xiàn                        |
| Prefeitura de Tongren 铜仁地区 Tóngrén Dìqū                                                             | Comarca autónoma dong de Yuping            | 玉屏侗族自治县          | Yùpíng dòngzú Zìzhìxiàn             |
| Prefeitura de Tongren 铜仁地区 Tóngrén Dìqū                                                             | Comarca autónoma Tujia e Miao de Yinjiang  | 印江土家族 苗族自治县   | Yìnjiāng tǔjiāzú miáozú Zìzhìxiàn   |
| Prefeitura de Tongren 铜仁地区 Tóngrén Dìqū                                                             | Comarca autónoma tujia de Yanhe            | 沿河土家族自治县        | Yánhé tǔjiāzú Zìzhìxiàn             |
| Prefeitura de Tongren 铜仁地区 Tóngrén Dìqū                                                             | Comarca autónoma miao de Songtao           | 松桃苗族自治县          | Sōngtáo miáozú Zìzhìxiàn            |
| Prefeitura de Tongren 铜仁地区 Tóngrén Dìqū                                                             | Districto spécial de Wanshan               | 万山特区                | Wànshān Tèqū                        |
| Prefeitura autonome Miao e Dong de Qiandongnan 黔东南苗族侗族自治州 Qiándōngnán miáozú dòngzú Zìzhìzhōu | Cidade Administrativa de Kaili             | 凯里市                  | Kǎilǐ Shì                           |
| Prefeitura autonome Miao e Dong de Qiandongnan 黔东南苗族侗族自治州 Qiándōngnán miáozú dòngzú Zìzhìzhōu | Comarca de Huangping                       | 黄平县                  | Huángpíng Xiàn                      |
| Prefeitura autonome Miao e Dong de Qiandongnan 黔东南苗族侗族自治州 Qiándōngnán miáozú dòngzú Zìzhìzhōu | Comarca de Shibing                         | 施秉县                  | Shībǐng Xiàn                        |
| Prefeitura autonome Miao e Dong de Qiandongnan 黔东南苗族侗族自治州 Qiándōngnán miáozú dòngzú Zìzhìzhōu | Comarca de Sansui                          | 三穗县                  | Sānsuì Xiàn                         |
| Prefeitura autonome Miao e Dong de Qiandongnan 黔东南苗族侗族自治州 Qiándōngnán miáozú dòngzú Zìzhìzhōu | Comarca de Zhenyuan                        | 镇远县                  | Zhènyuǎn Xiàn                       |
| Prefeitura autonome Miao e Dong de Qiandongnan 黔东南苗族侗族自治州 Qiándōngnán miáozú dòngzú Zìzhìzhōu | Comarca de Cengong                         | 岑巩县                  | Céngǒng Xiàn                        |
| Prefeitura autonome Miao e Dong de Qiandongnan 黔东南苗族侗族自治州 Qiándōngnán miáozú dòngzú Zìzhìzhōu | Comarca de Tianzhu                         | 天柱县                  | Tiānzhù Xiàn                        |
| Prefeitura autonome Miao e Dong de Qiandongnan 黔东南苗族侗族自治州 Qiándōngnán miáozú dòngzú Zìzhìzhōu | Comarca de Jinping                         | 锦屏县                  | Jǐnpíng Xiàn                        |
| Prefeitura autonome Miao e Dong de Qiandongnan 黔东南苗族侗族自治州 Qiándōngnán miáozú dòngzú Zìzhìzhōu | Comarca de Jianhe                          | 剑河县                  | Jiànhé Xiàn                         |
| Prefeitura autonome Miao e Dong de Qiandongnan 黔东南苗族侗族自治州 Qiándōngnán miáozú dòngzú Zìzhìzhōu | Comarca de Taijiang                        | 台江县                  | Táijiāng Xiàn                       |
| Prefeitura autonome Miao e Dong de Qiandongnan 黔东南苗族侗族自治州 Qiándōngnán miáozú dòngzú Zìzhìzhōu | Comarca de Liping                          | 黎平县                  | Lípíng Xiàn                         |
| Prefeitura autonome Miao e Dong de Qiandongnan 黔东南苗族侗族自治州 Qiándōngnán miáozú dòngzú Zìzhìzhōu | Comarca de Rongjiang                       | 榕江县                  | Róngjiāng Xiàn                      |
| Prefeitura autonome Miao e Dong de Qiandongnan 黔东南苗族侗族自治州 Qiándōngnán miáozú dòngzú Zìzhìzhōu | Comarca de Congjiang                       | 从江县                  | Cóngjiāng Xiàn                      |
| Prefeitura autonome Miao e Dong de Qiandongnan 黔东南苗族侗族自治州 Qiándōngnán miáozú dòngzú Zìzhìzhōu | Comarca de Leishan                         | 雷山县                  | Léishān Xiàn                        |
| Prefeitura autonome Miao e Dong de Qiandongnan 黔东南苗族侗族自治州 Qiándōngnán miáozú dòngzú Zìzhìzhōu | Comarca de Majiang                         | 麻江县                  | Májiāng Xiàn                        |
| Prefeitura autonome Miao e Dong de Qiandongnan 黔东南苗族侗族自治州 Qiándōngnán miáozú dòngzú Zìzhìzhōu | Comarca de Danzhai                         | 丹寨县                  | Dānzhài Xiàn                        |
| Prefeitura autonome Buyei e Miao de Qiannan 黔南布依族苗族自治州 Qiánnán bùyīzú miáozú Zìzhìzhōu        | Cidade Administrativa de Duyun             | 都匀市                  | Dūyún Shì                           |
| Prefeitura autonome Buyei e Miao de Qiannan 黔南布依族苗族自治州 Qiánnán bùyīzú miáozú Zìzhìzhōu        | Cidade Administrativa de Fuquan            | 福泉市                  | Fúquán Shì                          |
| Prefeitura autonome Buyei e Miao de Qiannan 黔南布依族苗族自治州 Qiánnán bùyīzú miáozú Zìzhìzhōu        | Comarca de Libo                            | 荔波县                  | Lìbō Xiàn                           |
| Prefeitura autonome Buyei e Miao de Qiannan 黔南布依族苗族自治州 Qiánnán bùyīzú miáozú Zìzhìzhōu        | Comarca de Guiding                         | 贵定县                  | Guìdìng Xiàn                        |
| Prefeitura autonome Buyei e Miao de Qiannan 黔南布依族苗族自治州 Qiánnán bùyīzú miáozú Zìzhìzhōu        | Comarca de Weng'an                         | 瓮安县                  | Wèng'ān Xiàn                        |
| Prefeitura autonome Buyei e Miao de Qiannan 黔南布依族苗族自治州 Qiánnán bùyīzú miáozú Zìzhìzhōu        | Comarca de Dushan                          | 独山县                  | Dúshān Xiàn                         |
| Prefeitura autonome Buyei e Miao de Qiannan 黔南布依族苗族自治州 Qiánnán bùyīzú miáozú Zìzhìzhōu        | Comarca de Pingtang                        | 平塘县                  | Píngtáng Xiàn                       |
| Prefeitura autonome Buyei e Miao de Qiannan 黔南布依族苗族自治州 Qiánnán bùyīzú miáozú Zìzhìzhōu        | Comarca de Luodian                         | 罗甸县                  | Luódiàn Xiàn                        |
| Prefeitura autonome Buyei e Miao de Qiannan 黔南布依族苗族自治州 Qiánnán bùyīzú miáozú Zìzhìzhōu        | Comarca de Changshun                       | 长顺县                  | Chángshùn Xiàn                      |
| Prefeitura autonome Buyei e Miao de Qiannan 黔南布依族苗族自治州 Qiánnán bùyīzú miáozú Zìzhìzhōu        | Comarca de Longli                          | 龙里县                  | Lónglǐ Xiàn                         |
| Prefeitura autonome Buyei e Miao de Qiannan 黔南布依族苗族自治州 Qiánnán bùyīzú miáozú Zìzhìzhōu        | Comarca de Huishui                         | 惠水县                  | Huìshuǐ Xiàn                        |
| Prefeitura autonome Buyei e Miao de Qiannan 黔南布依族苗族自治州 Qiánnán bùyīzú miáozú Zìzhìzhōu        | Comarca autónoma sui de Sandu              | 三都水族自治县          | Sāndū shuǐzú Zìzhìxiàn              |
| Prefeitura autonome Buyei e Mmiao de Qianxinan 黔西南布依族苗族自治州 Qiánxīnán bùyīzú miáozú Zìzhìzhōu | Cidade Administrativa de Xingyi            | 兴义市                  | Xīngyì Shì                          |
| Prefeitura autonome Buyei e Mmiao de Qianxinan 黔西南布依族苗族自治州 Qiánxīnán bùyīzú miáozú Zìzhìzhōu | Comarca de Xingren                         | 兴仁县                  | Xīngrén Xiàn                        |
| Prefeitura autonome Buyei e Mmiao de Qianxinan 黔西南布依族苗族自治州 Qiánxīnán bùyīzú miáozú Zìzhìzhōu | Comarca de Pu'an                           | 普安县                  | Pǔ'ān Xiàn                          |
| Prefeitura autonome Buyei e Mmiao de Qianxinan 黔西南布依族苗族自治州 Qiánxīnán bùyīzú miáozú Zìzhìzhōu | Comarca de Qinglong                        | 晴隆县                  | Qínglóng Xiàn                       |
| Prefeitura autonome Buyei e Mmiao de Qianxinan 黔西南布依族苗族自治州 Qiánxīnán bùyīzú miáozú Zìzhìzhōu | Comarca de Zhenfeng                        | 贞丰县                  | Zhēnfēng Xiàn                       |
| Prefeitura autonome Buyei e Mmiao de Qianxinan 黔西南布依族苗族自治州 Qiánxīnán bùyīzú miáozú Zìzhìzhōu | Comarca de Wangmo                          | 望谟县                  | Wàngmó Xiàn                         |
| Prefeitura autonome Buyei e Mmiao de Qianxinan 黔西南布依族苗族自治州 Qiánxīnán bùyīzú miáozú Zìzhìzhōu | Comarca de Ceheng                          | 册亨县                  | Cèhēng Xiàn                         |
| Prefeitura autonome Buyei e Mmiao de Qianxinan 黔西南布依族苗族自治州 Qiánxīnán bùyīzú miáozú Zìzhìzhōu | Comarca de Anlong                          | 安龙县                  | Ānlóng Xiàn                         |